# Dic Jones
Dic Jones (de son vrai nom Richard Lewis Jones) est un poète gallois de langue galloise, né le 30 mars 1934 et mort le 18 août 2009.
Il a gagné la chaire de l'Eisteddfod d’Urdd Gobaith Cymru (en) à cinq reprises dans les années 1950, et la chaire de l'Eisteddfod nationale en 1966 à Aberavon grâce à son ode  Y Cynhaeaf. En 1976, à l’Eisteddfod Nationale d'Aberteifi il perdit la chaire en raison d'un point de règlement qu'il n'avait pas respecté. 
Il était fermier dans le Ceredigion au Pays de Galles.

## Poésies
- Agor Grwn - 1960
- Caneuon Cynhaeaf - 1969
- Storom Awst - 1978